# Carlos Soublette
Carlos Soublette (n. 15 decembrie 1789, La Guaira, Venezuela - d. 11 februarie 1870, Caracas, Venezuela) a fost un militar și om politic, erou al Războiului de Independență, președintele Venezuelei în perioadele  1837–1839 și 1843-1847.